# Сташкевич, Николай Стефанович
Николай Стефанович Сташке́вич (бел. Мікалай Сцяфанавіч Сташкевіч; 23 августа 1938, Мокрое, Быховский район, Могилёвская область, Белорусская ССР, СССР — 18 августа 2011, Минск, Республика Беларусь) — советский и белорусский историк, педагог. Доктор исторических наук (1990), профессор (1994).

## Биография
В 1967 году окончил исторический факультет БГУ. На формирование исторического мировоззрения оказали влияние Л. С. Абецедарский, Э. М. Загорульский, И. М. Игнатенко, К. Ключевский, В. А. Круталевич, И. Лившиц, И. Н. Лущицкий, А. И. Подлужный, А. П. Пьянков, В. М. Сикорский, Г. М. Трухнов, Л. М. Шнеерсон.
В 1973 году защитил кандидатскую диссертацию «Идеологическая работа большевиков Белоруссии в годы гражданской войны (1919—1920 гг.)» (научный руководитель — И. М. Игнатенко). В 1990 году защитил докторскую диссертацию «Общественное движение в Беларуси : основные идейные течения и политические партии (1917—1920 гг.)».
С 1967 года работал в Институте истории партии при ЦК КПБ, старшим научным сотрудником, заведующим секторами истории Великой Отечественной войны, истории партии (1976—1990); заведующий отделом политических партий социалистической ориентации (1991—1992) Института историко-политических исследовании; ведущий научный сотрудник, одновременно заведующий кафедрой истории и белорусоведения Республиканского института высшей школы БГУ (1992—1999); и. о. директора, главный научный сотрудник Института истории Академии наук Белоруссии (1999—2005). С 2005 года — профессор кафедры экономической истории Белорусского государственного экономического университета. Председатель экспертного совета (1998—2003), член Президиума ВАК Республики Беларусь (с 2003).

## Научная и педагогическая деятельность
Изучал историю белорусского национально-освободительного движения, политических партий и общественных движений на территории Беларуси в XIX—XX вв., вопросы становления и развития белорусской государственности в XX в., социально-классовых отношений в советское время, историографию и методологию исторической науки.
Подготовил пять докторов и девять кандидатов наук.

## Награды
Награждён Почётной грамотой Верховного совета БССР (1988), медалями «Ветеран труда» (1990) и Франциска Скорины (2009). 
Удостоен премии имени академика В. А. Коптюга (2002) — за участие в создании фундаментального исследования «Очерки истории белорусов в Сибири в XIX — XX вв.».
75-летию со дня рождения Николая Сташкевича был посвящен 28-й выпуск «Историко-археологического сборника» Института истории НАН Беларуси, который содержит раздел «Памяти М. С. Сташкевича». В 2012 году вышла в свет книга «Проблемы формирования белорусской государственности в XX — начале XXI века: избранные труды Н. С. Сташкевича» с предисловием А. Н. Рубинова.

## Память
- Имя Н. С. Сташкевича присвоено улице в Могилёве (бел. «вуліца Мікала́я Сташке́віча»; рус. «улица Никола́я Сташке́вича»)[2].